# Удар судьбы (фильм, 1996)
«Удар судьбы» (исп. Cuestión de suerte) — испанский художественный фильм 1997 года, по одноимённому роману Франсуазы Саган. В главных ролях испанский актёр Эдуардо Норьега, и итальянская актриса Анна Гальена.

## Сюжет
Хулио живёт в посёлке Сан-Себастьян и мечтает о браке с очаровательной девушкой по имени Конча, а после свадьбы вместе с другом открыть своё дело в Мадриде. Однажды молодой человек видит автомобиль с мёртвым водителем и дорогостоящими украшениями внутри. Хулио берёт себе все драгоценности, а машину сталкивает в пропасть. На следующий день по телевидению сообщают о гибели ювелира, и что полиция ищет убийцу.
Хулио снимает дешёвую комнату у одной француженки по имени Мари, чего не одобряют его невеста и её родная сестра Пили, так как француженка пользуется дурной славой: известно, что женщина сидела в тюрьме, а её муж рано умер. Мари находит драгоценности, спрятанные Хулио в комнате. Она сразу же догадывается, что это её клиент украл их у мёртвого ювелира, однако не сдаёт преступника полиции. Когда молодой человек требует свою добычу, француженка говорит, что одно ожерелье останется ей в подарок за молчание. Хулио набрасывается на неё, между ними вспыхивает страсть и они занимаются сексом. Утром новоиспечённая «пара» прячут всю добычу в домашнем саду, их даже чуть не замечает вместе сестра Кончи, когда Мари любовнику делает минет. 
По плану француженки они отправляются в Мадрид, где встретятся со старым грабителем Рикардо, который должен помочь продать краденное. Хулио не находит с ним общего языка, и тот отказывает в помощи. Молодой человек возвращается обратно в посёлок, а Мари остаётся, чтобы переубедить Рикардо помочь сплавить дорогие украшения скупщику краденого. Грабитель говорит, что поможет, но в обмен занимается с ней сексом. Он предлагает поделить куш на двоих, но женщина не хочет поступать подло с молодым любовником. 
Пили случайно видит у Хулио дорогое кольцо, случайно выпавшее из его кармана. Парень врёт, что купил драгоценность по дешёвке у француженки. Тогда наивная девушка начинает размышлять: она уверена, это Мари убила ювелира и украла украшения. Пили намерена даже сообщить в полицию. Когда француженка возвращается, Хулио рассказывает ей обо всём. Мари предлагает любовнику убить его любопытную своячницу. Он подыгрывает Пили, зовёт к скалам у моря и сталкивает на камни в пещере. Думая, что девушка умерла, парень уходит. Однако похоже её находят и отправляют в больницу. Когда Хулио остаётся с Пили наедине, она говорит, что не собирается его сдавать, так как была тайно влюблена в него всю жизнь, но он должен будет сдать Мари, бросив всю вину на неё. 
Тем временем у француженки свои планы. Она вызывает к себе Рикардо и собирается уехать вместе с ним, оставив прощальную записку. Хулио рассказывает ей по телефону, что Пили осталась жива и теперь они все в опасности. Тогда безжалостный Рикардо впадает в гнев, избивает Мари и требует, чтобы его больше никогда не беспокоили, так как он не хочет сесть в тюрьму как соучастник. В дом заходит Хулио, и увидев окровавленную Мари, прижимает к стене Рикардо, а тот в свою очередь наносит ему удар ножом и убегает. Поняв всё, молодой человек отчаянно шагает к своему мотоциклу, но падает на землю и умирает. Француженка плачет над ним.
Проходит несколько лет. Мари отбывает срок в тюрьме. К ней на свидание приходит Пили. Она просит рассказать ей всё о Хулио: как они занимались любовью, как ласкал, какие говорил слова и т. д. Женщина отвечает, что всё-таки не любила его, и начинает рассказывать: «Я приметила его ещё мальчишкой…».

## В ролях
- Анна Гальена — Мари
- Эдуардо Норьега — Хулио
- Марта Белостеги — Пили
- Лейре Беррокаль — Конча
- Симон Андреу — Рикардо
- Ион Габелья — Альфонсо
- Микель Гармендия — отец
- Ана Миранда — мать
- Пако Сагарсасу — синьёр
- Майкен Беитиа — продавец